# کیت آلن (ورزشکار سه‌گانه)
کیت آلن (انگلیسی: Kate Allen؛ زادهٔ ۲۵ آوریل ۱۹۷۰) ورزشکار ورزش سه‌گانه اهل اتریش است.
وی در مسابقات کشوری و بین‌المللی در مجموع برندهٔ ۱ مدال طلا شده‌است.